# Ruta europea E902
La E-902 forma parte de la Red de Carreteras Europeas, concretamente de las carreteras de clase B. Se trata de un eje secundario que comienza en Bailén (Jaén) y finaliza en Motril (Granada), por lo tanto su trazado recorre solamente España. Su longitud es de 212km, y coincide con la Autovía de Sierra Nevada-Costa Tropical o A-44. 
Empieza desde Bailén con la conexión de la Autovía del Sur (A-4), se incorpora a la A-44 (Autovía de Sierra Nevada-Costa Tropical) con dirección a Motril. Tras 212 kilómetros llega a Motril, se incorpora finalmente en la Autovía del Mediterráneo (A-7), con varias direcciones a Almería y Málaga.